# Смелый Джордж Кемпбелл
«Смелый Джордж Кемпбелл» (англ. Bonnie George Campbell, Child 210, Roud 338) — шотландская народная баллада, входящая в число повествований о конфликтах на англо-шотландской границе. Впервые была записана Дэвидом Хёрдом в 1770-х годах. Вальтер Скотт готовил балладу к включению в свой сборник «Песни шотландской границы», но почему-то не сделал этого. Разные её версии в начале XIX века были записаны Каннингемом, Смитом и Финлеем. Уильям Мазеруэлл включил в свою публикацию вариант, получившийся из соединения и переработки этих трёх текстов. Фрэнсис Джеймс Чайлд в своём собрании приводит четыре варианта текста баллады, однако упоминает о шести или семи.

## Сюжет
Джордж (или Джеймс) Кемпбелл выезжает из дома на своём коне. Тот возвращается назад без седока и с окровавленным седлом. Из дома выходит невеста Кемпбелла, горюя о том, что урожай на полях всё ещё зреет, а вот её ребёнок так и не будет рождён. В некоторых вариантах к ней присоединяются мать или сёстры юноши.
Издатели баллады были склонны считать её героя реальным историческим лицом, соответственно меняя его имя на Джеймс или Джон (Bonnie James Campbell, Bonnie John Campbell). Чайлд был скептичен на этот счёт, так как в действительности за долгое время клановой вражды при тех или иных обстоятельствах погибло весьма много мужчин из клана Кэмпбеллов, включая, например, одного из первых известных носителей этого имени сэра Колина Кэмпбелла, убитого в конце XIII века, Джона Кэмпбелла из Колдера, убитого в 1591 году, или братьев Арчибальда и Джеймса Кэмпбеллов, убитых 3 октября 1594 года в битве при Гленлайвте.

## Русский перевод
На русский язык баллада впервые переведена Самуилом Яковлевичем Маршаком в 1944—1946 годах и опубликована в 1946 году в его сборнике «Избранные переводы. Английские баллады и песни» под названием «Джордж Кемпбелл». Игнатий Михайлович Ивановский переводил балладу под названиями «Смелый шотландец» и «Смелый Джордж Кемпбелл» (впервые — в сборнике «Три лесных стрелка» в 1972 году).